# Adam de Coster

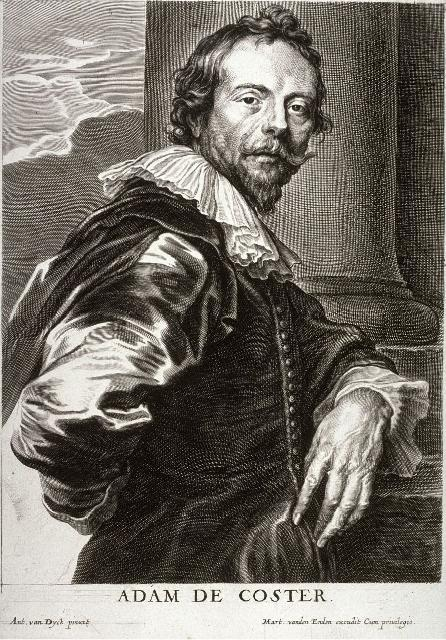
Adam de Coster di Pieter de Jode, da un dipinto di Antoon van Dyck, (Fine Arts Museums of San Francisco)

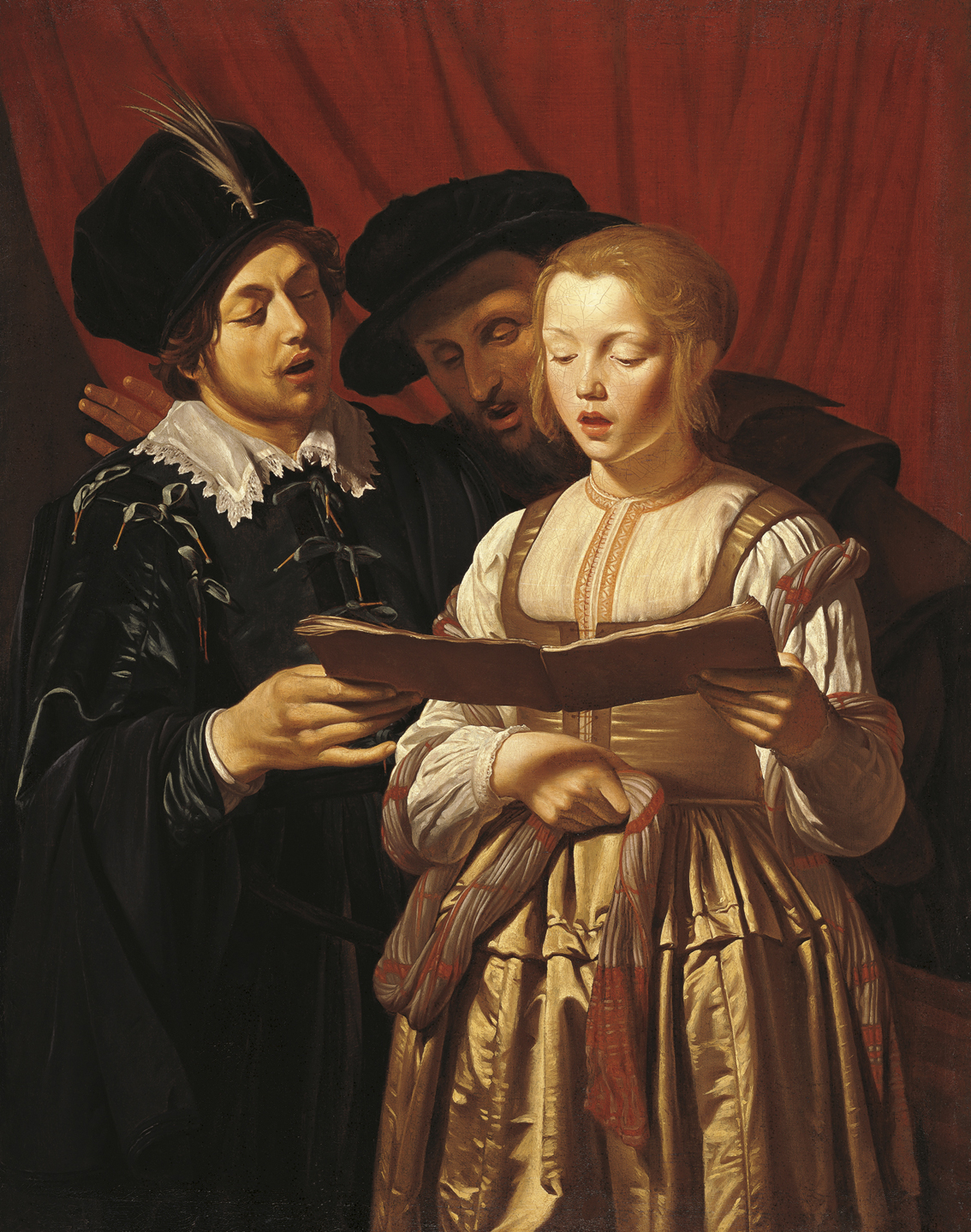
Adam de Coster, I tre cantanti, (Liechtenstein Museum, Vienna)

Adam de Coster (Malines, 1586 – Anversa, 4 maggio 1643) è stato un pittore fiammingo.

## Biografia
Detto, con soprannome latino, Pictor Noctium (il pittore delle notti), Adam de Coster si trova a volte menzionato col cognome de Ceustere, Koster, de Keuster o de Ceuster. Noto in particolare per le scene di genere, in interno e notturne, con molti personaggi a grandezza naturale - cantanti, giocatori e musicisti - stretti intorno al lume di una candela, affrontò anche soggetti religiosi e dipinse ritratti. Il suo primo biografo è stato il pittore e storico dell'arte Arnold Houbraken, la cui opera è fondamentale per ricostruire la biografia dei pittori olandesi e fiamminghi del secolo d'oro.
Il suo aspetto lo conosciamo grazie a Pieter de Jode che ne ha inciso il ritratto, traendolo da un dipinto (perduto) di Antoon van Dyck. Questa incisione porta sotto la didascalia le parole: Pictor Noctium Mecheliensis (Pittore delle notti, di Malines).
Non possediamo sue opere pittoriche firmate e neppure documentate, tranne una incisione di Lucas Vorsterman, tratta da un dipinto perduto di Adam de Coster che rappresentava una "Compagnia di giocatori di tric-trac e una suonatrice di liuto, al lume di candela". (Biblioteca nazionale di Francia, Parigi).

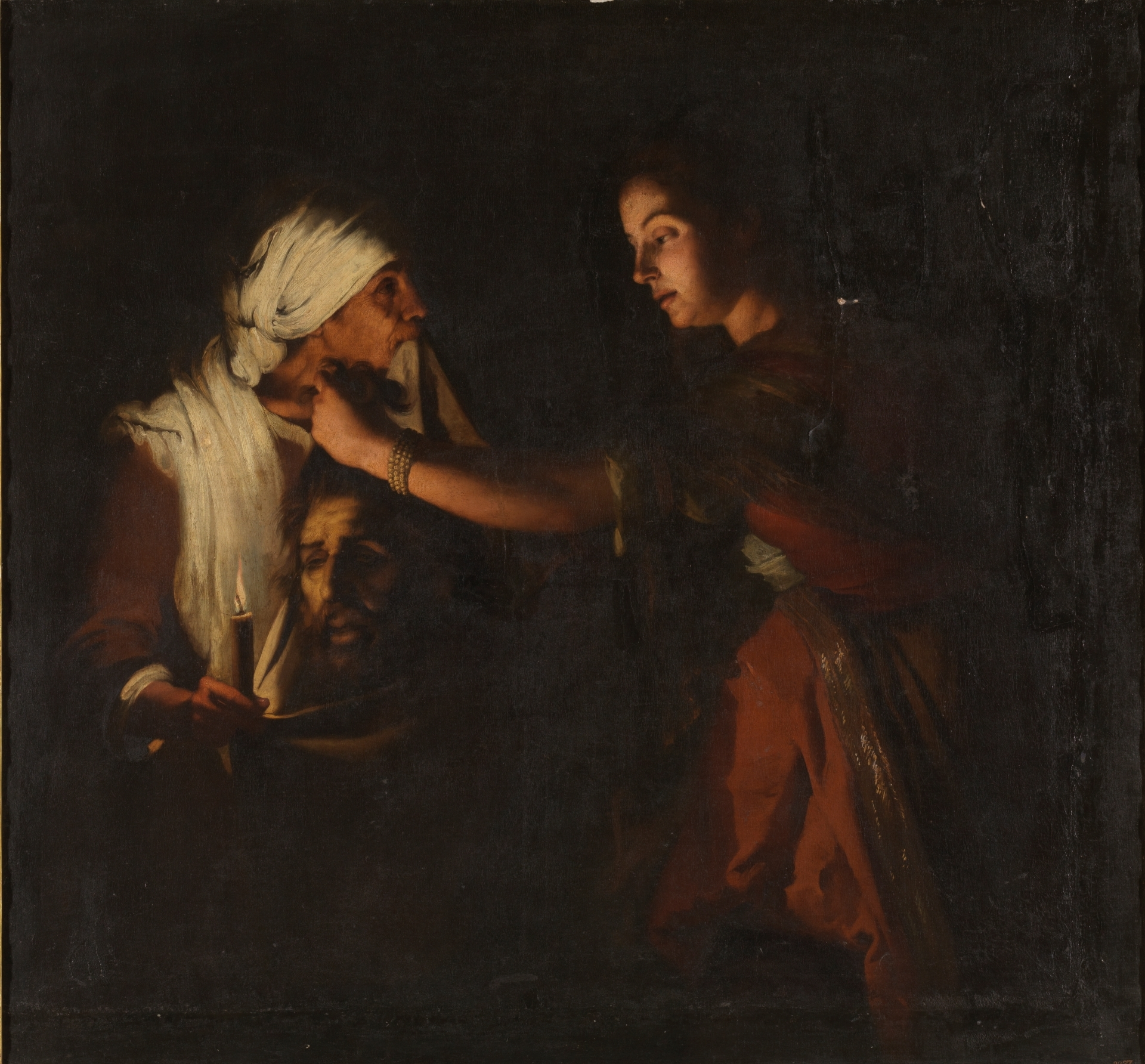
Adam de Coster, Giuditta

L'attribuzione del dipinto Giuditta con la testa di Oloferne si basa su una incisione di Lucas Vorsterman; ma questa opera di Adam de Coster è riprodotta anche nel quadro del pittore olandese Willem van Haecht, intitolato La bottega di Apelle (Museo Mauritshuis, L'Aia) che mostra l'arciduca Albert in visita alla bottega del ricco mercante di spezie e collezionista di dipinti Cornelius van der Geest, il 15 agosto 1615. La Giuditta con la testa di Oloferne conferma l'appartenenza di Adam de Coster alla cerchia dei seguaci di Caravaggio. Suggestivo è il rapporto di questo dipinto con la Giuditta di Carlo Saraceni.

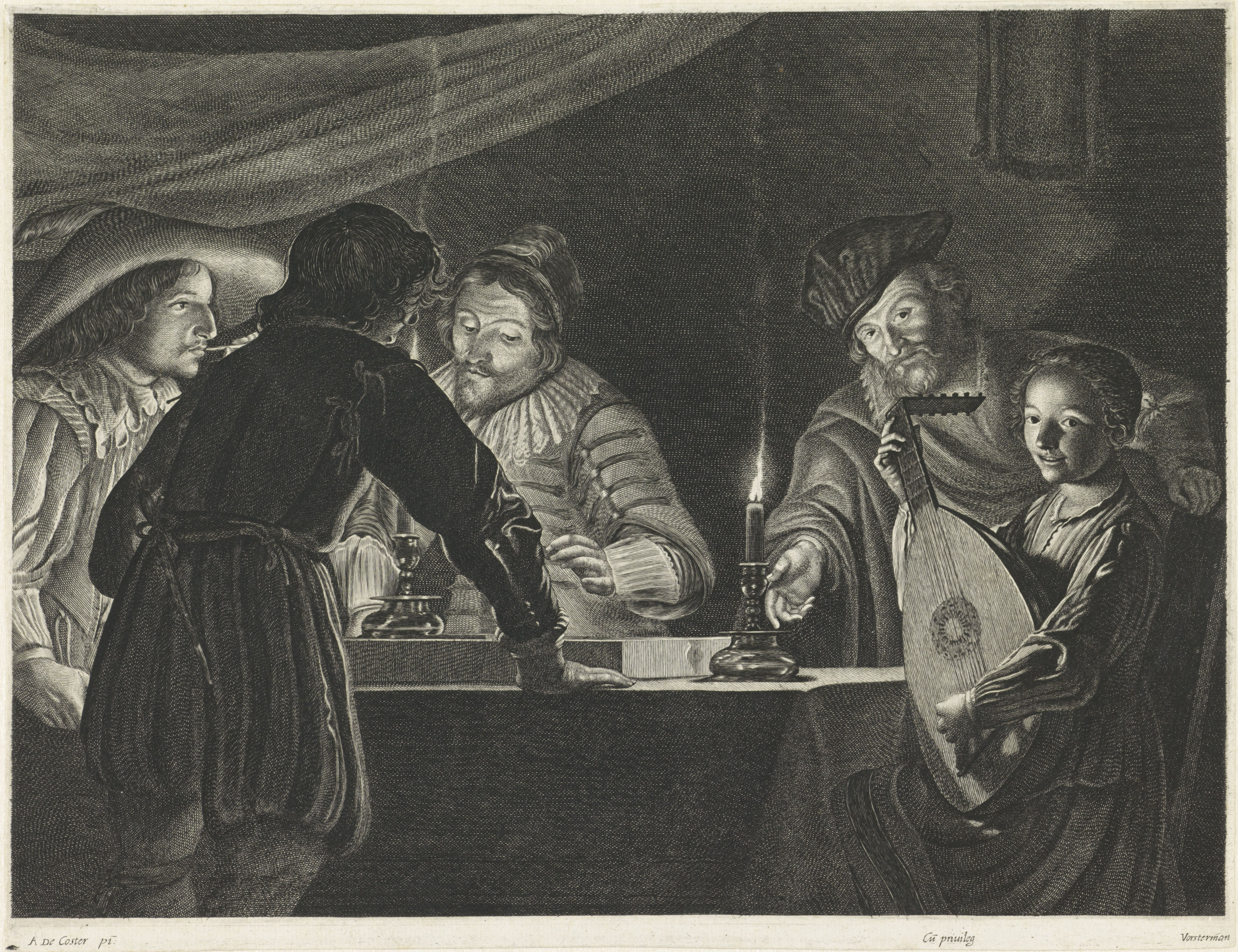
Lucas Vorsterman, da Adam de Coster, Giocatori di tric-trac a lume di candela, Rijksmuseum (Amsterdam)